# Église Saint-Oswald de Ptuj
L'église Saint-Oswald (slovène : cerkev Sv. Ožbalta) est un édifice religieux catholique situé à Ptuj, en Slovénie.

## Histoire
L'église est dédicacée par l'évêque Jakob Eberlein en 1630.